# 第25回イスラエル議会総選挙
第25回イスラエル議会総選挙（だい25かいいすらえるぎかいそうせんきょ、ヘブライ語: הבחירות הכלליות לכנסת ה -25）は、2022年11月1日にイスラエルで行われたクネセト議員の総選挙である。

## 概要
中道と左派、アラブ系の政党が敗北し、第一党の右派政党であるリクードや極右政党が躍進するという結果となった。
この選挙で勝利したリクードの党首であるベンヤミン・ネタニヤフは2ヶ月弱に及ぶ連立交渉の末、右派～極右政党であるシャス、宗教シオニスト党、ユダヤ・トーラ連合、ユダヤの力、ノアムとの連立政権（第6次ネタニヤフ内閣）を発足させた。ネタニヤフの首相復帰は2021年の6月以来、1年半ぶりの返り咲きで6度目の組閣である。
2021年の総選挙後、ナフタリ・ベネット率いる8党派からなる連立政権が誕生した。この内閣は反ネタニヤフで一致し組閣したため、右派から左派そしてアラブ系の政党まで広く包括していた。そのため、政策違いでの対立が相次ぎ、2022年4月には連立与党の右派ヤミナ所属のシルマン議員、左派メレツ所属のズアビー議員が連立離脱を表明した。6月にはヨルダン川西岸地区の入植地にイスラエル国内法を適用する措置の可否が争点となり、アラブ系政党による反発や右派ヤミナ所属のオルバッハ議員が連立政権が左派に人質にされているとして連立からの離脱を宣言が見られた。こういった対立により、選挙後には連立与党は61議席と議会過半数をかろうじて有していたが、過半数を割る59議席に減じ（ズアビーは再度連立に復帰した。）、政権は窮地に立たされた。6月20日、連立を組むラピド外相と来週のクネセト解散で合意したと発表した。ラピドが近日中に暫定首相に就任し、総選挙が実施される。ベネットは解散について、同措置は次の組閣まで自動的に延長されると前置きしたうえで、同措置を失効させることで生じる「安全保障上の危険」と「憲法の混乱」を避けるため、国会解散を決めたと説明した。6月29日、クネセトを解散する法案が通過し、選挙の日程が11月1日に定まった。同日、ベネットは11月の選挙には出馬せず政界を引退することを表明した。また、ヤミナの党首も辞任し後任にAyelet Shakedが就くことが決定した。

## 選挙データ

### 内閣
- 選挙時：ヤイル・ラピド内閣（第36代）
  - 首相：ヤイル・ラピド
  - 与党：イェシュ・アティッド、青と白、ヤミナ、イスラエル労働党、イスラエル我が家、新しい希望、メレツ、統一アラブリスト（選挙管理内閣）
- 選挙後：第6次ネタニヤフ内閣（第37代）
  - 首相：ベンヤミン・ネタニヤフ
  - 与党：リクード、シャス、国家宗教党、宗教シオニスト党、ユダヤ・トーラ連合、強いイスラエル、ノアム

### 解散日
- 2022年6月29日

### 投票日
- 2022年11月1日

### 改選数
- 120（）

### 選挙制度
- 厳正拘束名簿式比例代表制
- 全議席が全国単一の選挙区で争われ、議席獲得のための得票率の閾値は3.25％と設定されており、それに達しなかった政党は議席獲得できないという阻止条項が設けられている。

#### 投票方式
- 秘密投票、単記投票、1票制

#### 選挙権
- 満18歳以上のイスラエル国民

#### 被選挙権
- 満21歳以上のイスラエル国民

#### 有権者数
6,788,804（3.20%）

## 選挙活動

### 余剰票協定
2つの政党が余剰票協定を結ぶことで立候補者を統一の名簿に載せることによりあたかも同一の政党から立候補したかのように残議席を争える。イスラエルが導入しているハーゲンバッハ・ビショッフ式は大政党に有利な方式となっているため小政党単独の名簿よりも2つの同盟が残議席を獲得しやすくなる。もし同盟が残議席を獲得した場合、ハーゲンバッハ・ビショッフ式の計算を適用して、各々の名簿にどのように議席を配分するかを決定することになる。今回の選挙では以下の政党が協定を結んでいる。
- イスラエル労働党とメレツ

- リクードと宗教シオニスト党
- 国民統一連合とイエシュ・アティッド
- シャスとユダヤ・トーラ連合
- イスラエル海賊党とイエシュ・キヴン

## 選挙結果
|                    |                                  |           |          |           |        |        |
| 党派               | 党派                             | 獲得 議席 | 増減     | 得票数    | 得票率 | 改選前 |
|                    | リクード                         | 32        | 02       | 1,115,336 | 23.41% | 30     |
|                    | イェシュ・アティッド             | 24        | 07       | 847,435   | 17.79% | 17     |
|                    | 宗教シオニスト党・強いイスラエル | 14        | 08       | 516,470   | 10.84% | 6      |
|                    | 国民の団結                       | 12        | 02       | 432,482   | 9.08%  | 14     |
|                    | シャス                           | 11        | 02       | 392,964   | 8.25%  | 9      |
|                    | ユダヤ・トーラ連合               | 7         | 増減なし | 280,194   | 5.88%  | 7      |
|                    | イスラエル我が家                 | 6         | 01       | 213,687   | 4.48%  | 7      |
|                    | 統一アラブリスト                 | 5         | 01       | 194,047   | 4.07%  | 4      |
|                    | ハダシュ・タール                 | 5         | 増減なし | 178,735   | 3.75%  | 5      |
|                    | イスラエル労働党                 | 4         | 03       | 175,992   | 3.69%  | 7      |
|                    | メレツ                           | 0         | 06       | 150,793   | 3.16%  | 6      |
|                    | バラド                           | 0         | 01       | 138,617   | 2.91%  | 1      |
|                    | ユダヤ人の家                     | 0         | 07       | 56,775    | 1.19%  | 7      |
|                    | 経済の自由                       | 0         | 新党     | 15,801    | 0.33%  | 0      |
|                    | あなたのために勇気を             | 0         | 新党     | 14,694    | 0.31%  | 0      |
|                    | 新経済党                         | 0         | 増減なし | 13,920    | 0.29%  | 0      |
|                    | 燃えるような青春                 | 0         | 新党     | 8,800     | 0.18%  | 0      |
|                    | イスラエル海賊党                 | 0         | 増減なし | 1,728     | 0.04%  | 0      |
|                    | 環境とくらしの声                 | 0         | 新党     | 1,618     | 0.03%  | 0      |
|                    | エール・ヤロク・イスラムの家族   | 0         | 新党     | 1,524     | 0.03%  | 0      |
|                    | ネイティブ                       | 0         | 新党     | 1,354     | 0.03%  | 0      |
|                    | すべての投票が重要               | 0         | 新党     | 1,292     | 0.03%  | 0      |
|                    | 方向性がある                     | 0         | 新党     | 1,215     | 0.03%  | 0      |
|                    | 自由民主イスラエル               | 0         | 新党     | 1,157     | 0.03%  | 0      |
|                    | 新しい要求                       | 0         | 増減なし | 1,078     | 0.02%  | 0      |
|                    | 新しい独立                       | 0         | 新党     | 1,020     | 0.02%  | 0      |
|                    | 社会的指導力                     | 0         | 増減なし | 988       | 0.02%  | 0      |
|                    | 30/40                            | 0         | 新党     | 939       | 0.02%  | 0      |
|                    | 私とあなた                       | 0         | 増減なし | 746       | 0.02%  | 0      |
|                    | 夜明けの社会力                   | 0         | 新党     | 430       | 0.01%  | 0      |
|                    | ユダヤの心                       | 0         | 増減なし | 415       | 0.01%  | 0      |
|                    | 聖書ブロック                     | 0         | 増減なし | 411       | 0.01%  | 0      |
|                    | 人間性の尊重                     | 0         | 新党     | 350       | 0.01%  | 0      |
|                    | 私たち                           | 0         | 増減なし | 334       | 0.01%  | 0      |
|                    | ツォメット                       | 0         | 増減なし | 292       | 0.01%  | 0      |
|                    | 時間の順序                       | 0         | 新党     | 262       | 0.01%  | 0      |
|                    | シャーマ                         | 0         | 増減なし | 255       | 0.01%  | 0      |
|                    | 共通の同盟                       | 0         | 増減なし | 234       | 0.00%  | 0      |
|                    | カーマ                           | 0         | 新党     | 205       | 0.00%  | 0      |
|                    | コア・レハシュピア               | 0         | 新党     | 153       | 0.00%  | 0      |
| 総計               | 総計                             | 120       | 増減なし | 4,764,742 | 100.0% | 120    |
| 有効票数（有効率） | 有効票数（有効率）               | －        | －       | 4,764,742 | 99.38% | －     |
| 無効票数（無効率） | 無効票数（無効率）               | －        | －       | 29,851    | 0.62%  | －     |
| 投票者数（投票率） | 投票者数（投票率）               | －        | －       | 4,794,593 | 70.63% | －     |
| 棄権者数（棄権率） | 棄権者数（棄権率）               | －        | －       | 1,994,211 | 29.37% | －     |
| 有権者数           | 有権者数                         | －        | －       | 6,788,804 | 100.0% | －     |
| 出典：CEC          |                                  |           |          |           |        |        |